# Cisco (Illinois)
Cisco è un comune (city) degli Stati Uniti d'America, nella Contea di Piatt, nello Stato dell'Illinois.
Si estende su una superficie di 1,04 km² e nel 2010 contava 261 abitanti.

## Società

### Evoluzione demografica
Il censimento del 2000 ha registrato la presenza di 264 persone e 109 famiglie (delle quali 86 residenti), con una densità di popolazione di 267,5 per km². Il villaggio era composto al 98,48% da bianchi.
La popolazione era costituita al 20,8% da minorenni, al 6,8% dai 18 ai 24, al 27,3% dai 25 ai 44, al 25,8% dai 45 ai 64 e al 19,3% da ultrasessantacinquenni. L'età media era di 40 anni. Per ogni 100 femmine c'erano 92,7 maschi.

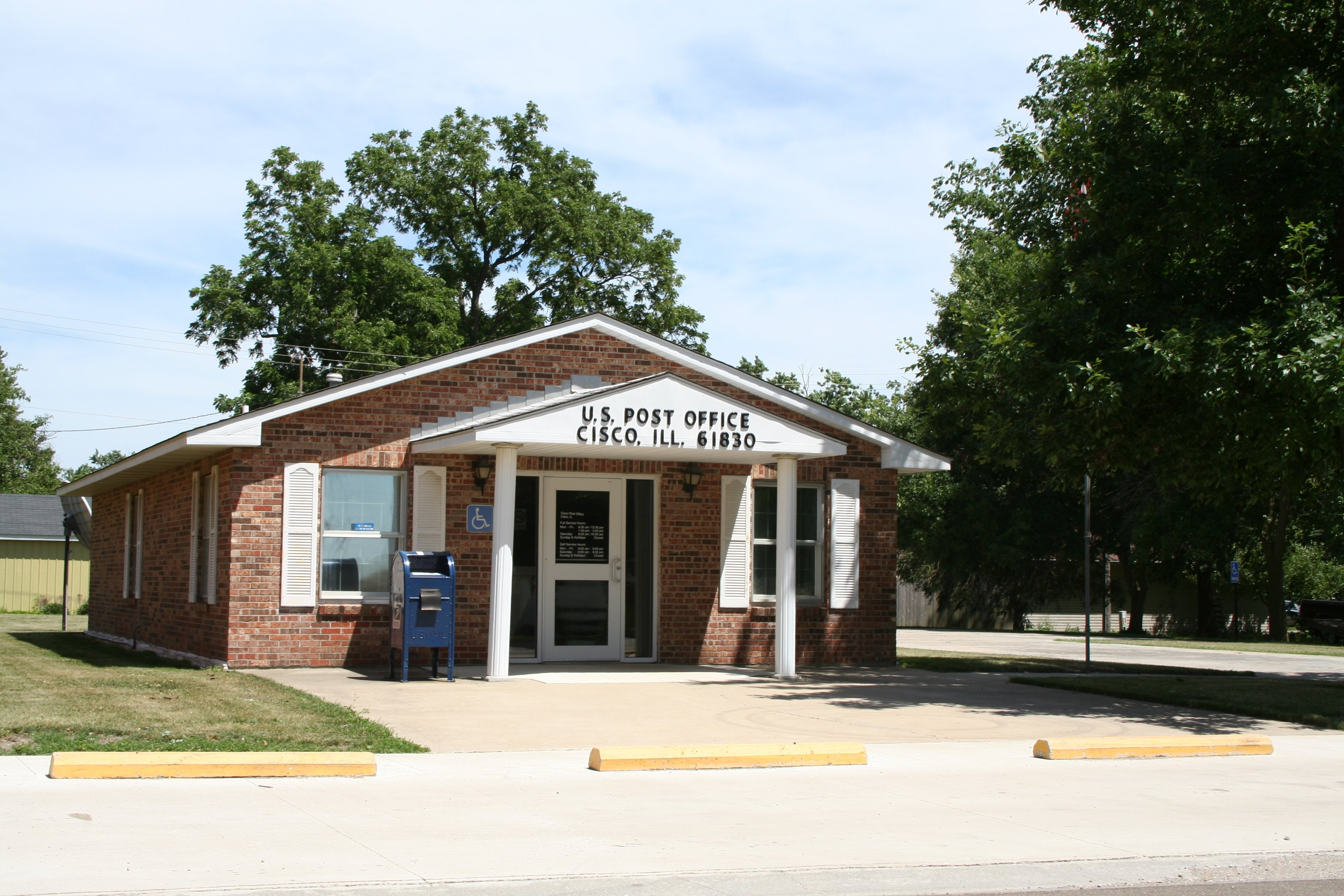
L'ufficio postale di Cisco